# RAF Podington

i7
i11
i13
Die Royal Air Force Station Podington, kurz RAF Podington, war ein Militärflugplatz der Luftstreitkräfte des Vereinigten Königreichs in der Unitary Authority Borough of Bedford. Der Stützpunkt wurde während des Zweiten Weltkriegs von 1940 bis 1942 für das Bomber Command der Royal Air Force gebaut und insbesondere von den United States Army Air Forces (USAAF) genutzt, die sie als USAAF Station 109 bezeichnete.
Im Jahr 1966 eröffnete auf dem Gelände die Santa Pod Raceway eine Fahrzeugrennstrecke für Beschleunigungsrennen.